# سوسریان بلاتیده
سوسریان بلاتیده (نام علمی: Blattidae) نام یک تیره از راسته سوسری است.